# Inflectosaurus amplus
L'inflectosauro (Inflectosaurus amplus) è un anfibio estinto, appartenente ai temnospondili. Visse nel Triassico inferiore (circa 250 - 247 milioni di anni fa) e i suoi resti fossili sono stati ritrovati in Russia.

## Descrizione
Questo animale era di grandi dimensioni, e il solo cranio poteva raggiungere i 70 centimetri di lunghezza. Il cranio era di forma triangolare, appiattito e piuttosto allungato, dotato di un muso a punta. Le orbite erano piccole, mentre il forame pineale era situato a circa metà della distanza tra le orbite e l'occipite. L'osso quadrato era posteriore al condilo occipitale, mentre il processo ascendente dello pterigoide era fortemente sviluppato. In generale, Inflectosaurus doveva assomigliare vagamente a un'enorme salamandra, ed era una sorta di via di mezzo tra Trematosaurus (dotato di un cranio allungatissimo) e Metoposaurus (dal cranio largo e piatto e dal muso cortissimo). 

## Classificazione
Inflectosaurus amplus venne descritto per la prima volta nel 1960 da Shishkin, sulla base di resti fossili rinvenuti nei pressi del lago Baskunchak, in Russia. Inflectosaurus era un rappresentante degli stereospondili, il gruppo più derivato degli anfibi temnospondili, ma non è chiaro a quale sottogruppo appartenesse. Alcuni studiosi ritengono che Inflectosaurus fosse ancestrale al gruppo dei metoposauridi, mentre altri ritengono che fosse un rappresentante arcaico dei trematosauroidi affine all'enigmatico Platystega (Schoch e Milner, 2000) o addirittura un trematosauride affine a Trematosaurus (Novikov, 2007).